# Lisa Franks
Lisa Franks (Moose Jaw, 6 aprile 1982) è un'ex atleta paralimpica e cestista canadese.
Nel corso della sua carriera ha fatto segnare record mondiali nei 100 metri, 200 metri, 400 metri, 800 metri, 1500 metri, 5000 metri e maratona in carrozzina.

## Biografia
Il 18 aprile 1996, giorni dopo il suo quattordicesimo compleanno, Franks si svegliò nel mezzo della notte incapace di muovere le gambe. Alla fine di quel giorno aveva perso anche la funzione delle sue braccia, anche se recuperò l'uso degli arti superiori dopo la riabilitazione. A Franks fu diagnosticata una malformazione artero-venosa, una condizione che causa grumi di vasi sanguigni che impediscono al sangue di passare correttamente dal midollo spinale.
Si è laureata presso l'Università del Saskatchewan nel 2006 in ingegneria e ha preso una specializzazione in ingegneria meccanica.
Nel 2009 le è stato conferito un dottorato onorario dall'Università di Regina e è stata nominata colonnello onorario della Royal Canadian Air Force nel 2019.

### Carriera sportiva
Lisa Franks ha conquistato quattro medaglie d'oro paralimpiche a Sydney 2000 nelle gare dei 200, 400, 800, 1500 metri, e una medaglia d'argento nei 100 metri. Ad Atene 2004 ha vinto due medaglie d'oro nei 200 e 400 metri. Il suo allenatore di corsa è stato Clayton Gerein, anch'egli atleta in carrozzina, che la Franks ha conosciuto grazie alla sua fisioterapista, moglie di Gerein.
Franks ha partecipato anche a Pechino 2008 come parte della squadra canadese di pallacanestro in carrozzina, giunta quinta nel torneo paralimpico.

## Palmarès
| Anno | Manifestazione     | Sede   | Evento           | Risultato | Prestazione | Note |
| ---- | ------------------ | ------ | ---------------- | --------- | ----------- | ---- |
| 2000 | Giochi paralimpici | Sydney | 100 m piani T52  | Argento   | 23"45       |      |
| 2000 | Giochi paralimpici | Sydney | 200 m piani T52  | Oro       | 41"15       |      |
| 2000 | Giochi paralimpici | Sydney | 400 m piani T52  | Oro       | 1'16"26     |      |
| 2000 | Giochi paralimpici | Sydney | 800 m piani T52  | Oro       | 2'29"13     |      |
| 2000 | Giochi paralimpici | Sydney | 1500 m piani T52 | Oro       | 4'41"64     |      |
| 2004 | Giochi paralimpici | Atene  | 200 m piani T52  | Oro       | 36"72       |      |
| 2004 | Giochi paralimpici | Atene  | 400 m piani T52  | Oro       | 1'09"52     |      |